# Klingelscheuer
Klingelscheuer (en luxembourgeois : Kléngelscheier ) est une localité de la commune luxembourgeoise de Lorentzweiler dans le canton de Mersch.